# Amata olinda
Amata olinda là một loài bướm đêm thuộc phân họ Arctiinae, họ Erebidae.